# Patrik Hrošovský
Patrik Hrošovský (* 22. dubna 1992 Prievidza) je slovenský profesionální fotbalista, který hraje na pozici středního záložníka za belgický klub KRC Genk a za slovenský národní tým. Mimo Slovensko působil na klubové úrovni v Česku a v Belgii.
Jeho fotbalovými vzory jsou Xavi a Frank Lampard, oblíbeným klubem FC Barcelona.

## Klubová kariéra
Svoji fotbalovou kariéru začal v šesti letech v Baníku Prievidza. Následně nastupoval jako dorostenec za klub AAC Sparta Trenčín (akademie Sparty Praha v Trenčíně). Ve svých 17 letech přestoupil do Viktorie Plzeň.

### FC Viktoria Plzeň
Před ročníkem 2011/12 se propracoval do prvního týmu, kde na podzim téže sezony odehrál pouze jednu minutu v domácím poháru. Následně hostoval v celcích FK Baník Sokolov, FK Ústí nad Labem a 1. SC Znojmo.

#### Sezóna 2013/14
V 1. české lize debutoval za Plzeň 2. března 2014 proti Znojmu (výhra 3:2). Premiéru v evropských pohárech a zároveň v základní sestavě Viktorie absolvoval 20. března 2014 v odvetě osmifinále Evropské ligy 2013/14 proti francouzskému týmu Olympique Lyon, kde dostal na hřišti přednost před kapitánem Pavlem Horváthem. Plzeň zvítězila 2:1, ale vzhledem k porážce 1:4 z prvního duelu byla vyřazena. Hrošovský si připsal asistenci u gólu Daniela Koláře. Prvního ligového gólu za Plzeň docílil 29. března 2014 v souboji předních týmů Gambrinus ligy proti FC Slovan Liberec, kdy ve vápně oklamal bránícího hráče, ve výskoku si patičkou sklepl míč, pohotově vystřelil a překonal svého krajana v bráně soupeře Lukáše Hrošša. Viktoria deklasovala Slovan 6:0. V průběhu jarní části prodloužil s mužstvem kontrakt do konce ročníku 2016/17. V sezoně 2013/14 se umístil s Viktorií Plzeň na druhém místě v Gambrinus lize i českém poháru, zároveň byl vyhlášen na posezónním galavečeru ligovým objevem roku.

#### Sezóna 2014/15
V prvním soutěžním zápase nastoupil za Viktorii 18. července 2014 v Superpoháru proti AC Sparta Praha (prohra 0:3). S Plzní se představil ve 3. předkole Evropské ligy UEFA 2014/15 proti rumunskému týmu FC Petrolul Ploiești, 31. července 2014 byl v prvním zápase u konečné remízy 1:1. Plzeň nakonec s Petrolulem v odvetě, ve které Hrošovský nenastoupil, vypadla po domácí porážce 1:4. 28. listopadu 2014 podepsal s týmem nový kontrakt do léta 2018. Dvě kola před koncem ročníku 2014/15 získal s mužstvem mistrovský titul.

#### Sezóna 2015/16
18. července 2015 se podílel na zisku Superpoháru, když Viktorka porazila FC Slovan Liberec 2-1. S Plzní se představil ve 3. předkole Ligy mistrů UEFA, kde klub narazil na izraelský celek Maccabi Tel Aviv FC. V prvním zápase na půdě soupeře Viktorka zvítězila 2-1, ale v odvetě prohrála 0-2 (v tomto zápase Hrošovský nenastoupil) a vypadla. S mužstvem následně hrál 4. předkolo Evropské ligy UEFA, kde tým narazil na klub ze Srbska FK Vojvodina Novi Sad. Po výhrách 3-0 a 2-0 Plzeň postoupila do základní skupiny Evropské ligy, kde bylo mužstvo nalosováno do skupiny E společně s FK Dinamo Minsk (Bělorusko), Villarreal CF (Španělsko) a Rapid Vídeň (Rakousko). V zápase skupinové fáze Evropské ligy proti Rapidu Vídeň (prohra 2:3) vstřelil v 76. minutě branku na konečných 2-3. Západočeši získali ve skupině čtyři body, skončili na třetím místě a do jarní vyřazovací části nepostoupili. Fotbalista chyběl v základní skupině Evropské ligy pouze v jednom střetnutí, v odvetě proti Villarrealu. V ročníku 2015/16 získal tři kola před konce sezony s Viktorkou mistrovský titul, klub dokázal ligové prvenství poprvé v historii obhájit.

#### Sezóna 2016/17
S Viktorkou postoupil přes ázerbájdžánský Qarabağ FK (remízy 0:0 a 1:1) do 4. předkola - play-off Ligy mistrů UEFA, což znamenalo jistou podzimní účast Plzně v evropských pohárech. 4. předkolo LM Západočeši proti bulharskému PFK Ludogorec Razgrad výsledkově nezvládli. Prohráli 0:2 a v odvetě na domácí půdě remizovali 2:2 (v tomto střetnutí Hrošovský nenastoupil), kvůli čemuž se museli spokojit s účastí ve skupinové fázi Evropské ligy UEFA. Viktorka byla nalosována do základní skupiny E společně s AS Řím (Itálie), Austria Vídeň (Rakousko) a FC Astra Giurgiu (Rumunsko). V prvních třech zápasech proti AS Řím (remíza 1:1), Austrii Vídeň a Astře Giurgiu (prohra 1:2) nenastoupil. V Odvetě hrané 3. listopadu 2016 na hřišti Astry předvedla Viktorka velmi kvalitní výkon, ale v konečném důsledku jen remizovala se soupeřem 1:1. V dalším střetnutí Plzeň definitivně ztratila naději na postup, když podlehla římskému AS v poměru 1:4. Z výhry se Západočeši radovali až v posledním střetnutí hraném 8. prosince 2016, kdy před domácím publikem otočili zápas proti Austrii Vídeň z 0:2 na 3:2, přestože od 18. minuty hráli oslabeni o jednoho hráče. Plzeň touto výhrou ukončila 14 zápasovou sérii bez vítězství v Evropské lize. Viktoria skončila v základní skupině na třetím místě.

### FK Baník Sokolov (hostování)
Před jarní částí sezony 2011/12 odešel společně s Michaelem Krmenčíkem z Plzně na půlroční hostování do Baníku Sokolov. Odehrál 13 ligových zápasů v nichž branku nevstřelil.

### FK Ústí nad Labem (hostování)
Sezónu 2012/13 strávil na hostování v druholigovém klubu FK Ústí nad Labem. Ve 28 utkáních v lize se gólově prosadil 3x.

### 1. SC Znojmo (hostování)
V červenci 2013 odešel na hostování do mužstva 1. SC Znojmo, tehdejšího nováčka 1. ligy. Ve znojemském dresu debutoval v nejvyšší soutěži 21. července 2013 (1. kolo sezóny 2013/14) proti domácímu týmu FK Dukla Praha, v zápase vstřelil vyrovnávající branku na konečných 1:1. 24. listopadu 2013 vstřelil vítězný gól na 2:1 v zápase se Sigmou Olomouc, tímto výsledkem střetnutí skončilo. O týden později 29. listopadu 2013 v utkání proti domácímu týmu FK Teplice se jedním gólem podílel na výhře Znojma 3:1.
V zimní pauze 2013/14 si jej Plzeň stáhla z hostování zpět. Následně se ale Patrik vrátil hostovat zpět do Znojma, kde ale dlouho nepobyl. Po zranění Marka Hanouska jej Plzeň ještě před startem jarní části ligy povolala zpět. V dresu Znojma nastoupil k 14 ligovým startům, dal čtyři góly.

## Klubové statistiky
Aktuální k 20. 7. 2019
| Sezona  | Klub                      | Soutěž             | Zápasy | Góly |
| ------- | ------------------------- | ------------------ | ------ | ---- |
| 2011/12 | FC Viktoria Plzeň         | Gambrinus liga     | 0      | 0    |
| 2011/12 | FK Baník Sokolov (host.)  | 2. liga            | 13     | 0    |
| 2012/13 | FK Ústí nad Labem (host.) | 2. liga            | 28     | 3    |
| 2013/14 | 1. SC Znojmo (host.)      | Gambrinus liga     | 14     | 4    |
| 2013/14 | FC Viktoria Plzeň         | Gambrinus liga     | 12     | 2    |
| 2014/15 | FC Viktoria Plzeň         | Synot liga         | 28     | 0    |
| 2015/16 | FC Viktoria Plzeň         | Synot liga         | 26     | 1    |
| 2016/17 | FC Viktoria Plzeň         | ePojisteni.cz liga | 25     | 1    |
| 2017/18 | FC Viktoria Plzeň         | HET liga           | 28     | 2    |
| 2018/19 | FC Viktoria Plzeň         | Fortuna:Liga       | 35     | 5    |
| 2019/20 | FC Viktoria Plzeň         | Fortuna:Liga       | 2      | 0    |

## Reprezentační kariéra
Hrošovský byl slovenským reprezentantem v kategorii do 21 let. Několik utkání odehrál i ve výběrech U18 a U19.
S týmem U21 vyhrál v září 2014 3. kvalifikační základní skupinu (zisk 17 bodů) před druhým Nizozemskem (16 bodů), což znamenalo účast v baráži o Mistrovství Evropy hráčů do 21 let 2015 v České republice.
4. listopadu 2014 jej trenér Ján Kozák nominoval do A-mužstva slovenské reprezentace pro kvalifikační zápas s Makedonií a přípravný s Finskem. Proti Makedonii nenastoupil, debutoval až 18. listopadu proti Finsku, kde nastoupil v základní sestavě (výhra 2:1). Se slovenskou reprezentací zažil na podzim 2015 postup na EURO 2016 ve Francii (historicky první postup na evropský šampionát pro Slovensko od rozdělení Československa).

### EURO 2016
Trenér Ján Kozák jej vzal na EURO 2016 ve Francii. Na turnaji hrál na pozici defenzivního záložníka. V prvním utkání nastoupil proti Walesu, Slovensko prohrálo 1:2. Ve druhém zápase proti Rusku (výhra 2:1) a v posledním zápase základní skupiny proti Anglii (remíza 0:0) nehrál. Slovenští fotbalisté skončili se 4 body na třetím místě tabulky, v osmifinále se představili proti reprezentaci Německa (porážka 0:3, Hrošovský nastoupil) a s šampionátem se rozloučili.

### Reprezentační zápasy
Zápasy Patrika Hrošovského v A-mužstvu Slovenska
| Rok                 | Zápasy | Góly |
| ------------------- | ------ | ---- |
| 2014                | 1      | 0    |
| 2015                | 6      | 0    |
| 2016                | 9      | 0    |
| 2017                | 2      | 0    |
| 2018                | 4      | 0    |
| 2019                | 1      | 0    |
| Celkem              | 23     | 0    |
| Platí k 20. 7. 2019 |        |      |